# 默奇森山 (喬治五世地)
67°19′S 144°15′E / 67.317°S 144.250°E
默奇森山（英語：Mount Murchison），是南極洲的山峰，位於喬治五世地，處於梅爾茨冰川西部，海拔高度565米，由澳大利亞探險家率領的探險隊發現，現時由南極條約體系管理。